# Glaphyra malmusii
Glaphyra malmusii là một loài bọ cánh cứng trong họ Cerambycidae.